# Hana Klapalová
Hana Klapalová (heute Hana Skalníková) (* 29. März 1982 in Brünn) ist eine tschechische Beachvolleyballspielerin.

## Karriere
Klapalová spielte 2003 in Gstaad ihr erstes internationales Turnier mit ihrer langjährigen Partnerin Tereza Petrová. 2005 folgte der erste Turniersieg in Alba Adriatica und im folgenden Jahr gewann das tschechische Duo in Zypern. Weitere Top-Ten-Platzierungen gab es 2006 in Klagenfurt und Vitória sowie 2007 in Warschau. Bei den Turnieren in Gstaad und Mysłowice erreichten Klapalová/Petrová 2008 erneut den neunten Rang. Nach dem vierten Platz in Seoul endete die Teilnahme an der Beachvolleyball-Weltmeisterschaft 2009 in Stavanger auf Platz 33. Bei der Europameisterschaft in Sotschi wurden Klapalová/Petrová anschließend 13. und am Ende des Jahres trennten sie sich.
2010 in Rom trat Klapalová erstmals mit ihrer neuen Partnerin Lenka Háječková an. Das neue Duo schaffte es sofort in die Top Ten mehrerer Turniere. Bei der Weltmeisterschaft 2011 sowie bei den Europameisterschaften 2011 und 2012 standen Klapalová/Háječková jeweils im Halbfinale. Bei den Olympischen Spielen in London landeten die Tschechinnen auf Rang 17.
2013 spielte Klapalová zusammen mit Patricia Missottenová. 2015 gewann sie zusammen mit Kristýna Kolocová die tschechische Meisterschaft. 2016 spielte sie mit Šárka Nakládalová vorwiegend auf nationalen Turnieren.